# Хохлатый пингвин
Хохлатый пингвин, или скалистый златовласый пингвин (лат. Eudyptes chrysocome) — птица семейства пингвиновые.

## Описание
Хохлатый, или скалистый златовласый, пингвин — птица с узкими жёлтыми «бровями», которые оканчиваются кисточками.  Длина тела 55—62 см, масса от 2 до 3 кг (в среднем 2,3—2,7 кг).
Ноги у скалолазов короткие, расположены позади тела, ближе к спине. Оперение водонепроницаемое, перья длиной 2,9 см, окрас — белый снизу и голубовато-чёрный сверху. На голове ярко-жёлтые перья, растущие из бровей во все стороны, на макушке — чёрные перья. Крылья сильные, узкие, похожи на ласты. Глаза крошечные.

## Распространение и образ жизни
Численность популяции — около 3,5 млн пар, считается стабильной. Вид распространён на островах Субантарктики, на Тасмании и Огненной Земле. Также обитает на материковом побережье Южной Америки. Это самые северные из всех пингвинов, населяющих субантарктическую зону.
Большую часть года хохлатые пингвины проводят в открытом море, выходя на сушу для смены оперения, спаривания, выращивания потомства и отдыха. Они не гнездятся непосредственно в Антарктиде, выбирая для этого удалённые от полюса более тёплые районы. 
Необходимым условием выживания в холодном полярном и субантарктическом климате для пингвинов, как и для других теплокровных животных, является поддержание постоянной температуры тела, поэтому они предпочитают те районы, где нет резкой смены температур. С началом зимы и приходом холодов  уплывают на север.

## Размножение
Брачный сезон хохлатого пингвина длится с июля по ноябрь. Гнездовые колонии пингвинов могут быть очень велики, насчитывая несколько тысяч птиц. Пингвины — моногамные животные, парные птицы обычно хранят верность партнёру в течение всей жизни. Обычно птицы из года в год возвращаются на своё излюбленное место, однако, если по какой-то причине около гнезда оказывается другая самка, самец спаривается с ней, не дожидаясь своей постоянной партнёрши. 
Гнёзда хохлатые пингвины устраивают среди камней. Это неглубокие ямки, наполненные землёй и кусочками дерева. Самка откладывает два яйца и насиживает их, пока самец охотится в море. Позднее самец и самка меняются местами каждые 10-15 дней. Спустя 35 дней выклёвываются птенцы, один из которых, с большой вероятностью, вскоре погибает. Оставшегося птенца кормит самка, а самец защищает семейство от нападений буревестников и чаек. Подросшие птенцы пингвинов собираются в ясли, чтобы согревать друг друга, пока взрослые особи находятся на охоте.